# Simone da Orsenigo

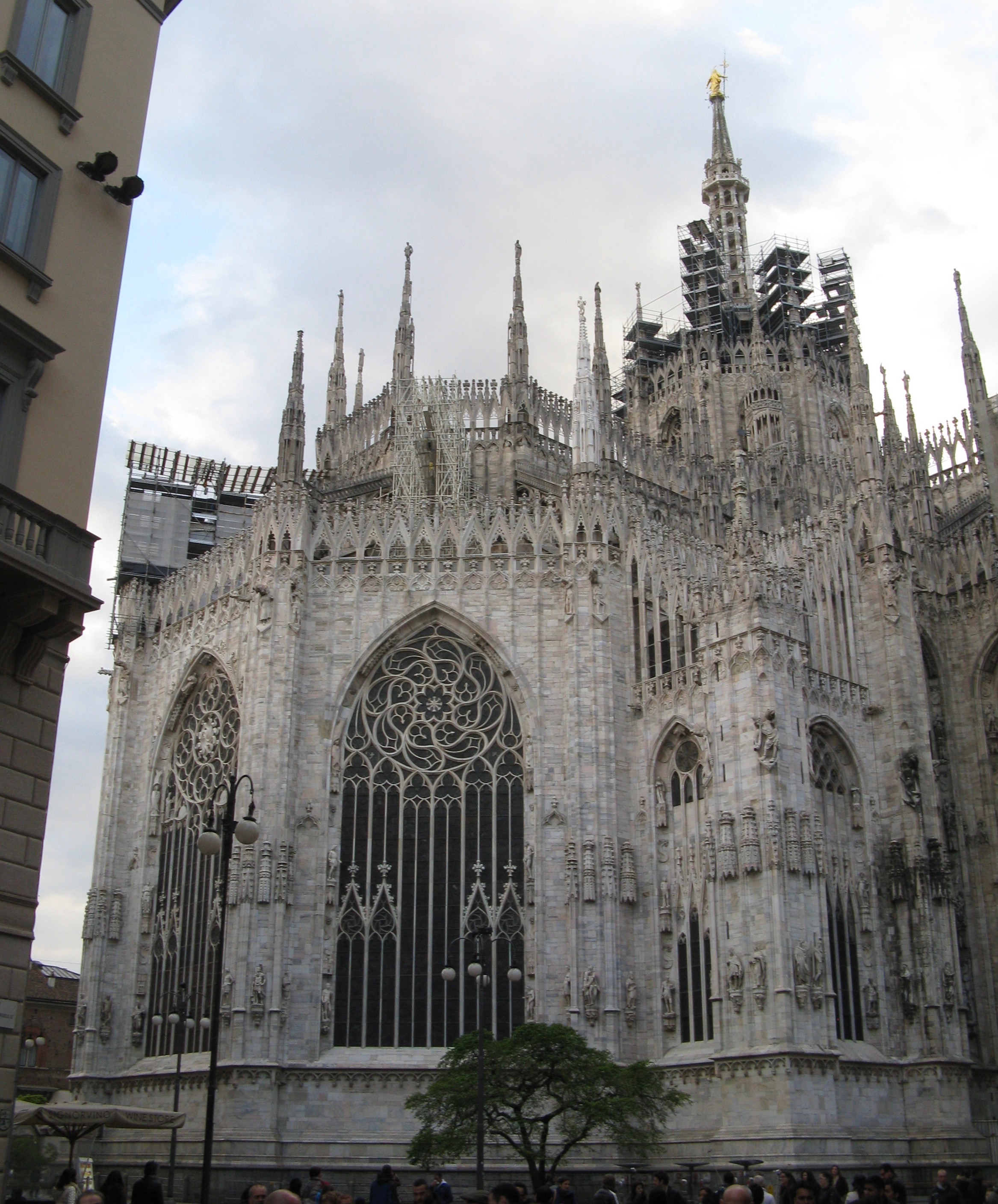
Duomo (Milano) - La parte più antica della cattedrale

Simone da Orsenigo (Orsenigo, ...) è un architetto italiano.

## Biografia
Simone da Orsenigo fu architetto e costruttore italiano del XIV secolo. Proveniente dalla Lombardia, era probabilmente un nativo di Orsenigo, vicino a Como. Orsenigo è ricordato soprattutto per il suo lavoro sulla Cattedrale di Milano, del quale fu il primo "Ingegnere generale", come testimoniato in un documento del 1387 che lo conferma «generalem inzignerium et magistrum». Sostituito nel 1389 da Nicolas de Bonaventure, operò in Duomo con altre cariche fino al 1395.
Un altro maestro con lo stesso nome, Paolino Orsenigo, è stato impiegato presso la cattedrale nel 1400 come responsabile del legname dei ponteggi.
A lui è dedicata una via nella città di Milano, zona Porta Vittoria/Friuli. La via ha direzione SE-NO e permette una bella visuale della Madonnina del Duomo.